# Cyranorhis
Cyranorhis is een geslacht van uitgestorven straalvinnige beenvissen uit het Carboon, behorend tot de orde Palaeonisciformes.
De typesoort is Cyranorhis bergeraci Lund & Poplin, 1997.

## Classificatie
Op basis van de cladistische analyse van Ren & Xu werd Cyranorhis gevonden in een zustergroepverwantschap met Pteronisculus uit het Trias.